# Macrocerides luteus
Macrocerides luteus är en tvåvingeart som beskrevs av Borgmeier 1969. Macrocerides luteus ingår i släktet Macrocerides och familjen puckelflugor.
Artens utbredningsområde är Costa Rica. Inga underarter finns listade i Catalogue of Life.